# 즈냐나 요가
즈냐나 요가(데바나가리 문자: ज्ञान योग)는 요가의 형태 중의 하나로 힌두 철학에 언급되어 있다. 즈냐나는 산스크리트 어로 '지식'을 의미한다.

## 같이 보기
- 박티 요가
- 금강반야바라밀경
- 라마나 마하르시
- 베단타 학파
- 요가수트라